# Nati nel 1752
| Questa pagina contiene informazioni ricavate automaticamente dalle voci biografiche con l'ausilio del template Bio e di un bot. L'aggiornamento è periodico e automatico e ricostruisce completamente la pagina. Se manca una persona in questa lista, sei pregato di non aggiungerla, ma accertati piuttosto che la sua voce biografica contenga il template Bio e che i dati anagrafici siano correttamente compilati. Se il template Bio manca, inseriscilo tu stesso o, in alternativa, metti l'avviso {{tmp\|Bio}} che ne segnala la mancanza. Se i dati riportati sono sbagliati, correggi direttamente la voce biografica; le modifiche saranno visibili in questa lista entro pochi giorni. Per chiarimenti vedi il progetto biografie. La lista contiene solo le 177 persone che sono citate nell'enciclopedia e per le quali è stato implementato correttamente il template Bio. Pagina aggiornata al 2 apr 2025. |

## Gennaio(17)
- 1º gennaio - Betsy Ross, patriota statunitense († 1836)
- 2 gennaio - Philip Freneau, poeta statunitense († 1832)
- 3 gennaio - Johannes von Müller, storico e politico svizzero († 1809)
- 6 gennaio - Domenico Cossetti, architetto e incisore italiano († 1802)
- 10 gennaio - Laurent Truguet, ammiraglio francese († 1839)
- 12 gennaio - Jean Louis Delmotte, ammiraglio francese († 1816)
- 13 gennaio - Eleonora de Fonseca Pimentel, patriota, politica e giornalista italiana († 1799)
- 16 gennaio - Nicolas-François Guillard, librettista francese († 1814)
- 18 gennaio - Francesco Caracciolo, ammiraglio italiano († 1799)
- 18 gennaio - John Nash, urbanista e architetto inglese († 1835)
- 18 gennaio - Fabrizio Selvi, vescovo cattolico italiano († 1843)
- 20 gennaio - Jean-Baptiste Radet, commediografo francese († 1830)
- 22 gennaio - Robert Smith, I barone Carrington, banchiere e politico inglese († 1838)
- 23 gennaio - Muzio Clementi, compositore, pianista e editore italiano († 1832)
- 28 gennaio - Giuseppe Carpani, scrittore e librettista italiano († 1825)
- 28 gennaio - Luigi Trezza, ingegnere e architetto italiano († 1823)
- 30 gennaio - Gouverneur Morris, politico statunitense († 1816)

## Febbraio(17)
- 5 febbraio - Anton Walter, austriaco († 1826)
- 6 febbraio - Louis Jean-Baptiste Gouvion, nobile, generale e politico francese († 1823)
- 7 febbraio - Claude Petit-Benoît de Chaffoy, vescovo cattolico francese († 1837)
- 7 febbraio - Pasquale Antonio Fiorella, generale francese († 1818)
- 9 febbraio - George Handley, politico e militare statunitense († 1793)
- 11 febbraio - Giuseppe Zanoia, architetto e poeta italiano († 1817)
- 12 febbraio - Angelo Dalla Decima, matematico italiano († 1825)
- 12 febbraio - Josef Reicha, violoncellista e compositore ceco († 1795)
- 13 febbraio - Giovanni Fabbroni, naturalista, economista e agronomo italiano († 1823)
- 16 febbraio - Luigi Bottiglia Savoulx, cardinale italiano († 1836)
- 17 febbraio - Friedrich Maximilian Klinger, scrittore e drammaturgo tedesco († 1831)
- 19 febbraio - Simone Assemani, numismatico e orientalista italiano († 1821)
- 19 febbraio - Francesco Ruspoli, III principe di Cerveteri, principe italiano († 1829)
- 20 febbraio - Johann Carl Wilhelm Voigt, geologo tedesco († 1821)
- 22 febbraio - Gottlieb Friedrich Christmann, editore e botanico tedesco († 1836)
- 25 febbraio - John Graves Simcoe, militare e politico inglese († 1806)
- 28 febbraio - Carlo Sozzi, presbitero italiano († 1824)

## Marzo(12)
- 7 marzo - Wilhelm Christian Müller, musicista, insegnante e viaggiatore tedesco († 1831)
- 8 marzo - William Bingham, politico statunitense († 1804)
- 8 marzo - Johann David Schoepff, zoologo, botanico e esploratore tedesco († 1800)
- 10 marzo - Ludwig von Flüe, mercenario svizzero († 1817)
- 12 marzo - Filippo Ghighi, vescovo cattolico italiano († 1830)
- 14 marzo - Jean-François Moulin, generale francese († 1810)
- 14 marzo - Jean René César de Saint-Julien de Chabon, ammiraglio francese († 1799)
- 16 marzo - Antoine Joseph Santerre, generale e rivoluzionario francese († 1809)
- 19 marzo - Giuseppe Colucci, storico e antiquario italiano († 1809)
- 21 marzo - Maurice-Louis-Joseph Gigost d'Elbée, generale francese († 1794)
- 21 marzo - Luigi Raffanelli, cantante lirico italiano († 1821)
- 25 marzo - Carlos FitzJames Stuart, IV duca di Berwick, nobile spagnolo († 1787)

## Aprile(15)
- 2 aprile - Carl Ludwig von Hablitz, botanico prussiano († 1821)
- 2 aprile - Giovanni Vincenzo Virginio, avvocato e agronomo italiano († 1830)
- 3 aprile - Giuseppe Ronchetti, letterato, storico e religioso italiano († 1838)
- 4 aprile - Joseph von Deym, mecenate e scultore boemo († 1804)
- 4 aprile - Jean-Pierre Saint-Ours, pittore e disegnatore svizzero († 1809)
- 4 aprile - Nicola Antonio Zingarelli, compositore italiano († 1837)
- 5 aprile - Sébastien Érard, cembalaro e imprenditore francese († 1831)
- 8 aprile - Claude-François de Thiollaz, vescovo cattolico francese († 1832)
- 11 aprile - Dumaniant, attore teatrale, commediografo e direttore teatrale francese († 1828)
- 14 aprile - Henri Agasse, editore francese († 1813)
- 17 aprile - Jean Bonvoisin, pittore francese († 1837)
- 18 aprile - Étienne Parfait Martin Maurel de Mons, arcivescovo cattolico francese († 1830)
- 18 aprile - Thomas Dyke Acland, nobile inglese († 1794)
- 20 aprile - Joseph-Henri Costa de Beauregard, militare francese († 1824)
- 28 aprile - Matsumura Goshun, pittore giapponese († 1811)

## Maggio(13)
- 9 maggio - Johann Anton Leisewitz, scrittore tedesco († 1806)
- 10 maggio - Pierre Riel de Beurnonville, generale francese († 1821)
- 10 maggio - Amalia di Zweibrücken-Birkenfeld, regina († 1828)
- 11 maggio - Johann Friedrich Blumenbach, antropologo, fisiologo e naturalista tedesco († 1840)
- 12 maggio - Gabriele di Borbone-Spagna, spagnolo († 1788)
- 14 maggio - Albrecht Thaer, agronomo tedesco († 1828)
- 19 maggio - Antonio Scarpa, medico, chirurgo e anatomista italiano († 1832)
- 22 maggio - Louis Legendre, politico francese († 1797)
- 26 maggio - Antoine Brice, pittore francese († 1817)
- 26 maggio - Mattia Butturini, letterato, latinista e grecista italiano († 1817)
- 29 maggio - Ranieri Alliata, arcivescovo cattolico italiano († 1836)
- 31 maggio - Jacques-Benjamin Longer, vescovo cattolico e missionario francese († 1831)
- 31 maggio - Carlo Emanuele Malaspina, nobile italiano († 1808)

## Giugno(5)
- 11 giugno - Christian von Haugwitz, giurista, politico e diplomatico prussiano († 1832)
- 13 giugno - Frances Fanny Burney, scrittrice britannica († 1840)
- 24 giugno - Jean-Baptiste-Denis Despré, giornalista, librettista e drammaturgo francese († 1832)
- 24 giugno - Horatio Walpole, II conte di Orford, nobile e politico inglese († 1822)
- 28 giugno - Karl von Eckartshausen, filosofo tedesco († 1803)

## Luglio(9)
- 1º luglio - Thomas Pelham-Clinton, III duca di Newcastle, politico e ufficiale inglese († 1795)
- 7 luglio - Joseph-Marie Jacquard, inventore francese († 1834)
- 17 luglio - Giuseppe Curcio, compositore italiano († 1832)
- 17 luglio - Barnaba Oriani, presbitero, matematico e astronomo italiano († 1832)
- 20 luglio - György Majláth, nobile, giudice e politico ungherese († 1821)
- 27 luglio - Ambroise Marie François Joseph Palisot de Beauvois, naturalista e botanico francese († 1820)
- 27 luglio - Samuel Smith, politico statunitense († 1839)
- 27 luglio - Georg Heinrich Weber, botanico e medico tedesco († 1828)
- 30 luglio - Valentine Quin, I conte di Dunraven e Mount-Earl, nobile e politico irlandese († 1824)

## Agosto(14)
- 5 agosto - Johann Philipp Bach, pittore tedesco († 1846)
- 6 agosto - Luisa di Sassonia-Meiningen, duca († 1805)
- 7 agosto - Gaetano Baccari, presbitero e bibliotecario italiano († 1839)
- 11 agosto - Aleksandr Petrovič Tormasov, generale russo († 1819)
- 13 agosto - Maria Carolina d'Asburgo-Lorena, nobile († 1814)
- 18 agosto - Gaetano Filangieri, giurista e filosofo italiano († 1788)
- 20 agosto - Federica d'Assia-Darmstadt, principessa tedesca († 1782)
- 20 agosto - Peter Ochs, avvocato e politico svizzero († 1821)
- 21 agosto - Antonio Cavallucci, pittore italiano († 1795)
- 21 agosto - Jacques Roux, politico, rivoluzionario e presbitero francese († 1794)
- 25 agosto - Ludovico Gallina, pittore italiano († 1787)
- 25 agosto - Karl Mack von Leiberich, feldmaresciallo austriaco († 1828)
- 30 agosto - Abel Bürja, matematico tedesco († 1816)
- 31 agosto - Pier Luigi Mabìl, letterato e traduttore italiano († 1836)

## Settembre(6)
- 8 settembre - Anne-Louis-Henri de La Fare, cardinale e arcivescovo cattolico francese († 1829)
- 18 settembre - Adrien-Marie Legendre, matematico francese († 1833)
- 20 settembre - Luisa di Stolberg-Gedern, nobile tedesca († 1824)
- 21 settembre - Giuseppe Rosati, medico, agronomo e matematico italiano († 1814)
- 27 settembre - Michel de Cubières, scrittore e poeta francese († 1820)
- 27 settembre - Marie-Gabriel-Florent-Auguste de Choiseul-Gouffier, diplomatico e scrittore francese († 1817)

## Ottobre(7)
- 2 ottobre - Jeanne Louise Henriette Campan, scrittrice francese († 1822)
- 2 ottobre - Samuel Story, ammiraglio olandese († 1811)
- 8 ottobre - François Cabarrus, banchiere e politico spagnolo († 1810)
- 11 ottobre - Massimiliano Leopoldo di Brunswick-Wolfenbüttel, generale prussiano († 1785)
- 16 ottobre - Adolph Knigge, tedesco († 1796)
- 20 ottobre - Fabian Gottlieb von Osten-Sacken, generale russo († 1837)
- 22 ottobre - Ambrogio Minoja, compositore e clavicembalista italiano († 1825)

## Novembre(13)
- 1º novembre - Józef Zajączek, generale polacco († 1826)
- 2 novembre - Andrey Razumovsky, diplomatico, nobile e mecenate russo († 1836)
- 4 novembre - George Finch, IX conte di Winchilsea, nobile inglese († 1826)
- 10 novembre - Guglielmo in Baviera, nobile tedesco († 1837)
- 17 novembre - Caspar Voght, mercante tedesco († 1839)
- 19 novembre - George Rogers Clark, generale statunitense († 1818)
- 20 novembre - Thomas Chatterton, poeta inglese († 1770)
- 20 novembre - Francesco Manno, pittore e architetto italiano († 1831)
- 20 novembre - Cristiano del Palatinato-Zweibrücken, nobile e generale tedesco († 1817)
- 24 novembre - Jean Baptiste Bulliard, botanico, medico e micologo francese († 1793)
- 25 novembre - Johann Friedrich Reichardt, compositore, scrittore e critico musicale tedesco († 1814)
- 26 novembre - Carlo Bocchi, avvocato, giudice e politico italiano († 1838)
- 30 novembre - Augusta di Sassonia-Gotha-Altenburg, nobile tedesca († 1805)

## Dicembre(13)
- 3 dicembre - Pasquale Belli, architetto italiano († 1833)
- 6 dicembre - Andrea Uberto Fournet, presbitero francese († 1834)
- 12 dicembre - Edward Smith-Stanley, XII conte di Derby, nobile e politico inglese († 1834)
- 14 dicembre - Tommaso d'Avalos, politico e diplomatico italiano († 1806)
- 19 dicembre - Isaac de Rivaz, politico e inventore francese († 1828)
- 23 dicembre - Dar'ja Aleksandrovna Košeleva, nobildonna russa († 1836)
- 24 dicembre - Joseph Delaunay, politico francese († 1794)
- 27 dicembre - Luis Firmin de Carvajal, generale spagnolo († 1794)
- 27 dicembre - Johann Mederitsch, compositore austriaco († 1835)
- 28 dicembre - John Dodd, archettaio inglese († 1839)
- 29 dicembre - Wilhelmine Enke, tedesca († 1820)
- 29 dicembre - Silvestro Todaro, vescovo cattolico italiano († 1821)
- 29 dicembre - François de Pierre de Bernis, arcivescovo cattolico e politico francese († 1823)

## Senza giorno specificato(36)
- Manuel Arruda Câmara, medico e botanico brasiliano († 1810)
- John Aynsley I, ceramista e decoratore britannico († 1829)
- Aleksandr Michajlovič Belosel'skij-Belozerskij, diplomatico e scrittore russo († 1809)
- William Belsham, politico e storico inglese († 1827)
- Francesco Bianchi, compositore italiano († 1810)
- Pierre Joseph Bonnaterre, abate e naturalista francese († 1804)
- Francesco Ceccarelli, cantante castrato italiano († 1814)
- Giovanni Conia, abate e poeta italiano († 1839)
- Elisabetta Contarini Mosconi, scrittrice italiana († 1807)
- John Robert Cozens, pittore britannico († 1797)
- Ignaz Csivich von Rohr, militare austriaco († 1823)
- Vasilij Vasil'evič Dolgorukov, ufficiale russo († 1812)
- George Edwards, economista, medico e scrittore britannico († 1823)
- George Engleheart, pittore e miniaturista britannico († 1829)
- Rosalie Filleul, pittrice francese († 1794)
- Vincenzo Fiorelli, architetto italiano († 1839)
- Thomas Hardwick, architetto britannico († 1829)
- Jean-François Janinet, incisore francese († 1814)
- Saadat Ali Khan II, sovrano indiano († 1814)
- Ignace Joseph Lepidi, politico francese
- Rocco Marliani, avvocato, giudice e politico italiano († 1826)
- Biagio Ortoleva, religioso e poeta italiano († 1798)
- Ahmad Riayat Shah di Johor, sovrano malese († 1770)
- Tommaso Piroli, incisore e editore italiano († 1824)
- James Price, chimico e alchimista britannico († 1783)
- Louis Marie Prudhomme, giornalista e scrittore francese († 1830)
- Pascual Ruiz Huidobro, militare spagnolo († 1813)
- Leonardo Salimbeni, ingegnere e matematico italiano († 1823)
- John Raphael Smith, pittore e incisore britannico († 1812)
- Gaetano Strambio, medico italiano († 1831)
- Torii Kiyonaga, artista giapponese († 1815)
- Charles Bonaventure Marie Toullier, giurista francese († 1835)
- Giuseppe Valentini, architetto italiano († 1833)
- Nicolò Visconti Venosta, nobile e politico italiano († 1828)
- Francesco Zambeccari, pioniere dell'aviazione italiano († 1812)
- Abū-Ṭālib Ḫān, viaggiatore e storico indiano